# Schubertbrunnen

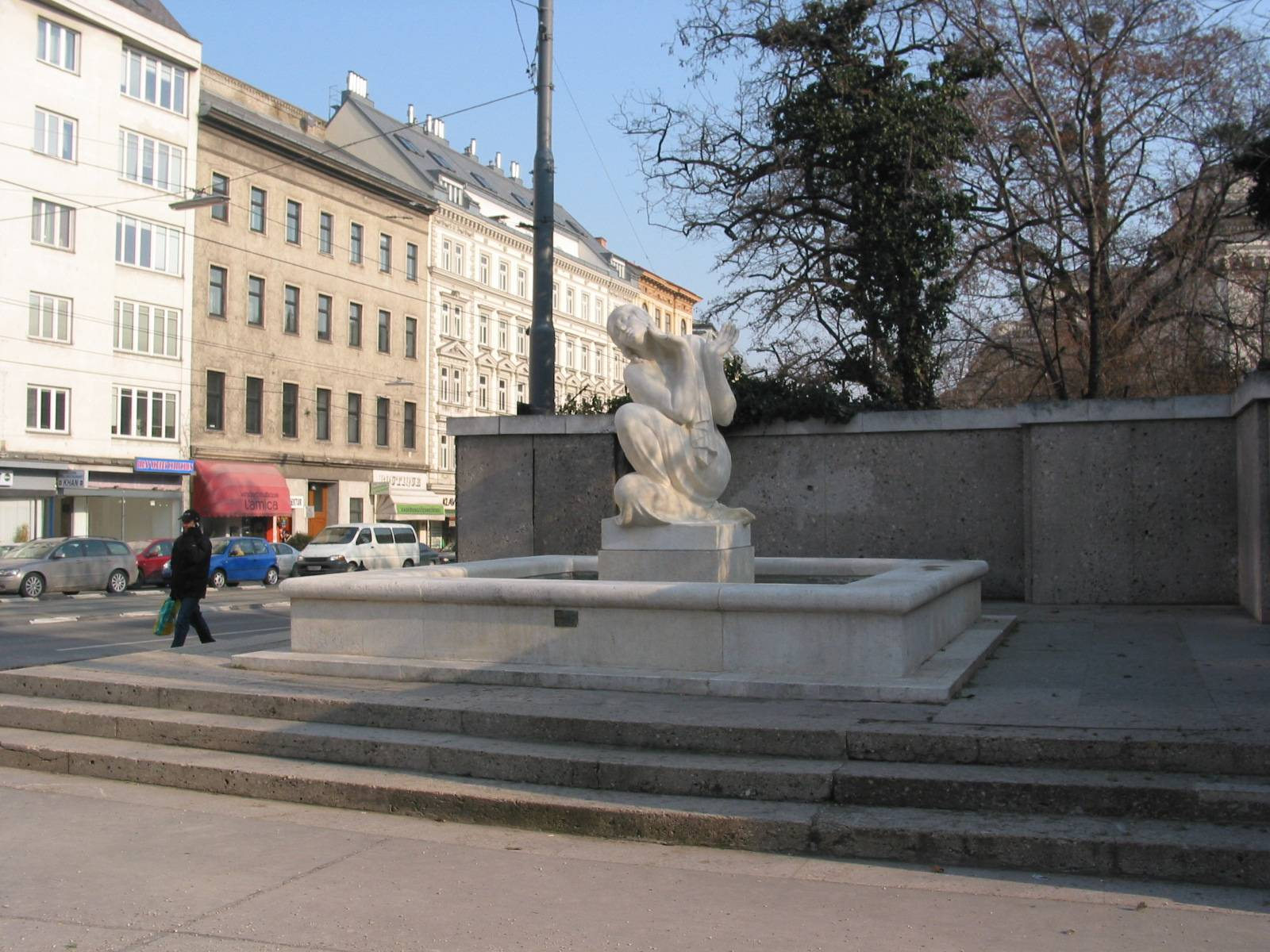
Der Schubertbrunnen in Wien

Der Schubertbrunnen ist ein denkmalgeschützter Brunnen in der Liechtensteinstraße im 9. Wiener Gemeindebezirk Alsergrund.
Der Schubertbrunnen mit einem niedrigen quadratischen Becken und der überlebensgroßen Marmorfigur eines lauschenden Mädchens wurde am 18. November 1928 enthüllt. Errichtet wurde er auf Veranlassung des Wiener Schubertbundes und der Bezirksvertretung Alsergrund von dem Bildhauer Theodor Stundl und dem Architekten Franz Matuschek.